# Lago Sambhar

O lago Sambhar é o maior lago salgado da Índia. Situa-se no Rajastão, nos distritos de Jaipur (sul e este) e de Nagaur (norte e oeste), a 75 km a nordeste de Ajmer e a 50 km a oeste de Jaipur. É um importante lugar de produção de sal. É um sítio Ramsar desde 1990.
O lago muitas vezes seca, exceto quando chove e recebe a água de seis rios: Mantha, Rupangarh, Khari, Khandela, Medtha e Samod. Tem uma bacia de 5700 km2. A água é salgada devido à composição do solo. O seu nome é uma corruptela de Sakambar, que provém de Sambakari, a esposa de Shiva, que na mitologia hindu foi quem primeiro criou o lago, mas depois o transformou em salgado para impedir as ambições sobre a sua posse. No entanto, sabe-se que o lago resulta essencialmente de ações de Akbar e seus sucessores. Na época de Ahmad Shah Bahadur (1748-1754), passou para os marajás de Jodhpur e Jaipur, em regime de condomínio. Amir Khan, a serviço dos maratas, dominou a região por um período no final do século XVIII e início do século XIX. Em 1835, os britânicos, para compensar os custos da pacificação dos Shekawati, assumiram a administração da mina de sal até 1843. Em 1870, o marajá de Jodhpur e Jaipur cedeu o lago aos britânicos em troca de um pagamento de 7,25 lakhs, 4 no primeiro e 2,75 no segundo ano, mas se o sal ultrapassasse 63.400 toneladas num ano, 40% do preço do sal excedente seria pago na mesma proporção aos dois estados. O acordo foi alterado em 1884 e Jodhpur passou a receber 5/8 e Jaipur 3/8 e os dois estados receberiam uma certa quantidade de sal isento de impostos.